# Abscess
Abscess is een Amerikaanse deathmetalband uit Oakland, Californië.

## Artiesten
- Joe Allen - basgitaar
- Clint Bower - gitaar, zang, basgitaar
- Danny Coralles - gitaar, basgitaar
- Chris Reifert - drums, zang, basgitaar

## Vroegere leden
- Freeway Migliore - basgitaar

## Discografie
- 1994 - Abscess (1994, Demo)
- 1994 - Raw Sick & Brutal Noize! (Demo)
- 1995 - Crawled Up From The Sewer (Demo)
- 1995 - Filthy Fucking Freaks (Tape)
- 1995 - Urine Junkies (cd)
- 1996 - Seminal Vampires & Maggotmen (cd)
- 1997 - Throbbing Black Werebeast (EP)
- 1998 - Open Wound (Demo)
- 2000 - Tormented (cd)
- 2001 - Open Wound (7")
- 2002 - Through The Cracks Of Death (cd)
- 2003 - Thirst For Blood... Hunger For Flesh (cd)
- 2004 - Damned and Mummified (cd)
- 2010 - Dawn Of Inhumanity (cd)